# Skala ocen ECTS
Skala ocen ECTS – standardowa skala ocen, zaproponowana przez Komisję Europejską w ramach systemu ECTS. Celem skali jest ułatwienie transferu studentów i ich ocen przez umożliwienie porównania ocen wystawionych w różnych lokalnych i narodowych skalach ocen.
Skala ocen ECTS nie została opracowana w celu wyeliminowania skal ocen stosowanych w różnych państwach europejskich i zastąpienia ich jedną skalą. Ma ona być stosowana opcjonalnie jako uzupełnienie informacji o ocenach w celu „przetłumaczenia” i umożliwienia przeniesienia oceny z jednej instytucji (szkoły wyższej) do drugiej.

## Wymagania
W celu zastosowania skali ECTS konieczne jest spełnienie kilku podstawowych wymagań, a mianowicie: dostępność szczegółowych pierwotnych danych statystycznych, istnienie kohort dostatecznie dużych, by zapewnić skuteczność metod statystycznych, odpowiedni dobór metody statystycznej i regularna kontrola jakości wyników otrzymanych przez stosowanie skali.

## Idea i realizacja
Główna idea tej skali polega na tym, że studenci, którzy wykonują pewne oceniane zadanie, są początkowo dzieleni na dwie grupy: tych, którzy zdali – czyli przekroczyli pewien próg – i tych, którzy nie zdali. Następnie studenci, którzy zdali, dzieleni są na pięć grup według ścisłych kryteriów procentowych. Najlepsze 10% studentów otrzymuje stopień A, następnym 25% prac przyznaje się ocenę B, kolejne 30% studentów otrzymuje ocenę C, następne 25% uzyskuje ocenę D i wreszcie ostatnie 10% prac, które osiągnęły lub przekroczyły próg, dostaje stopień E.
Prace studentów, którzy nie osiągnęli wymaganego progu, dzielone są na dwie kategorie: FX, co oznacza, że należy wykonać pewną pracę, zanim będzie można otrzymać zaliczenie, i F, co oznacza, że należy wykonać dużo pracy, by otrzymać zaliczenie.
Oceny w skali ECTS przyznawane są według statystyki. Zasadą jest podział grupy studentów, którzy wykonali pewne zadanie, według kryteriów procentowych określających względną liczbę studentów, a nie bezpośrednio jakość wykonanej pracy. Wobec tego w skali ocen ECTS nie zaleca się stosowania nazw ocen takich jak „dostateczny”, „dobry” czy „bardzo dobry”. Jakość i porównywalność wyników może jednak wynikać ze statystyki, jeśli spełnione są założenia statystyczne. Uważa się, że aby stosować skalę ECTS, grupa studentów, którzy zdali, powinna liczyć przynajmniej 30 osób, chociaż zalecane są większe liczby.
W podsumowaniu kilkuletnich prób stosowania skali ECTS przed rokiem 2009 podkreślono, że – między innymi ze względu na duże różnice między systemami oceniania w szkołach wyższych w różnych państwach europejskich – plany szybkiego wprowadzenia w życie porównywalnych systemów, określane jako „drugi krok wdrażania skali ECTS”, okazały się zbyt ambitne. Było to obserwowane zwłaszcza w państwach, w których stosuje się tylko pięć lub mniej stopni „pozytywnych”. Dlatego też w wydanym w roku 2009 raporcie Komisja Europejska zaleciła skoncentrowanie się na „pierwszym kroku” pięciopunktowego systemu, którym ma być dostarczanie przez wszystkie uczelnie standardowych tabel z rozkładami statystycznymi wystawianych ocen.